# The 101ers
The 101ers (pronunciado the one-o-oners) fueron una banda de pub rock, proto-punk y R&B británica de los años 70 conocida principalmente por haber sido la primera incursión seria en la música del vocalista de The Clash, Joe Strummer, que por ese entonces usaba el seudónimo Woody Mellor en honor a Woody Guthrie.

## Historia
The 101ers fue formada en Londres en 1974. Recién llegado de Gales, Woody Mellor estaba viviendo en una casa okupada de Londres en la calle Walterton 101. Mientras trabajaba unos meses para el municipio como jardinero en el famoso Hyde Park y luego como empleado de mantenimiento en el teatro London Coliseum, Woody tuvo la idea de formar una banda para tocar en bares con algunos de sus compañeros okupas: Simon Cassell (que estaba aprendiendo saxo alto y cantaba) y Patrick Nother (que había conseguido un bajo).
A finales de agosto, se agregó Álvaro Peña-Rojas, un chileno que se fue a trabajar a Londres como redactor publicitario. El Golpe de Estado y la dictadura cívico militar dirigida por Augusto Pinochet lo dejó atrapado en Europa. Álvaro tocaba el saxo y el piano y era el más experimentado musicalmente. De él provienen ideas y tendencias sobre la problemática política que se sucedía en Chile, a las que Woody hace referencia en el disco Sandinista! con la canción Washington Bullets.
El debut fue el 6 de septiembre de 1974 en el pub Telegraph del barrio de Brixton, bajo el nombre de 101 All Stars, en referencia al apartamento que compartían los integrantes del grupo. Sin embargo, en algunas ocasiones se lo ha asociado al Cuarto 101 de la novela de George Orwell 1984. El nombre después sería acortado simplemente a The 101'ers.
A partir de ahí la banda empieza a tocar en casas, sótanos y cines okupados, cambiando constantemente de formación. Ante su falta de habilidad, Woody Mellor convoca en diciembre de 1974 a su profesor de guitarra Clive Timperley para tocar la primera guitarra.
En mayo de 1975 Woody Mellor, en la etiqueta de uno de sus casetes de grabaciones caseras firma como Joe Strummer y deja de aceptar que lo llamen con ningún otro nombre.
Ya a comienzos de 1976 Strummer estaba frustrado al ver que su banda no podía salir del circuito de pubs. El 3 de abril el grupo tocó en el pub Nashville Rooms, en lo que parecía una fecha más, pero esta vez la banda telonera eran Sex Pistols.
Con el tiempo, Joe Strummer reconoció que fue desde esa ocasión que comenzó a interesarse en el movimiento punk de la primera ola.
"Había unas treinta personas. Salieron los Pistols y me dejaron seco. Estaban adelantados millones de años. Me di cuenta que no íbamos a ningún lado. Y el resto de mi banda los odiaba". (Joe Strummer).
Para el momento de lanzamiento de su primer sencillo Joe Strummer ya se había unido a The Clash y el grupo se encontraba en proceso de separación.
Tras su disolución, Clive Timperley se unió a The Passions, Dan Kelleher a The Derelicts y Richard Nother Dudanski tocó en The Raincoats y Public Image Ltd., instalándose después en España, donde formó su grupo El Doghouse. En cuanto a Tymon Dogg, tocó el violín en un tema del álbum de The Clash Sandinista! y más tarde tocó con Strummer en The Mescaleros.
En 1981, cuando The Clash se había convertido en una de las bandas más populares a nivel mundial, se lanzó otro sencillo de la banda y el álbum Elgin Avenue Breakdown. En 2002, poco antes de su muerte, Strummer había estado trabajando en la recopilación de varias canciones no emitidas con anterioridad. El trabajo fue completado por la viuda de Strummer, Lucinda Tait, y el baterista del grupo, Richard Nother Dudanski, y lanzado con el nombre Elgin Avenue Breakdown Revisited en 2005.

## Miembros
- John Woody Mellor (Joe Strummer) - Voz y guitarra.
- Clive Timperley - Guitarra.
- Marwood Chesterton Mole - Bajo eléctrico (hasta 1976).
- Dan Kelleher - Bajo eléctrico (desde 1976).
- Richard Nother Dudanski - Batería.
- Álvaro Peña-Rojas - Saxofón, guitarra y arreglos de saxo.
- Simon Cassell - Saxofón.
- Tymon Dogg - Violín.

## Discografía

### Sencillos
- Keys to Your Heart / 5 Star Rock & Roll Petrol (1976).
- Sweet Revenge / Rabies (1981).

### Álbumes
- Elgin Avenue Breakdown (1981).
- Elgin Avenue Breakdown Revisited (2005).